# Rhynchosciara americana
A Rhynchosciara americana é uma espécie de mosca.
Trata-se de um inseto díptero encontrado em regiões litorâneas brasileiras. Durante grande parte de sua vida apresenta-se em forma de larva. Um mesmo cruzamento de Rhynchosciara resulta em cerca de 250 a 400 larvas de um único sexo que se desenvolvem sincronicamente, até formarem um casulo comunitário dentro do qual sofrem metamorfose e chegam então à fase adulta, virando moscas. A Rhynchosciara se alimenta de fungos e contribui para a decomposição de matéria orgânica no solo.
É um inseto que não está relacionado a nenhuma transmissão de doenças e, erroneamente, é relacionado à transmissão de frieira. Assim, no litoral de São Paulo, por exemplo, a espécie chamada popularmente de “bicho da frieira” foi quase extinta, pois a população nativa queima os grupos de larva equivocadamente. Existem estudos científicos realizados com esse inseto desde a década de 50, quando foi demonstrado pelo renomado cientista Crodowaldo Pavan que as glândulas salivares das larvas possuem cromossomos politênicos que em algumas regiões mostram síntese extra de DNA (amplificação gênica) denominadas pelo autor de pufes de DNA. A partir de então esta espécie foi e continua sendo grandemente estudada como modelo biológico em biologia celular e molecular.